# TVNZ
TVNZ eller Television New Zealand er et statsejet tv-netværk, der udsendes i hele New Zealand og dele af Stillehavsregionen. Selvom netværket identificeres som en national, del-offentlig tv-station, er det kommercielt finansieret.
TVNZ blev etableret i februar 1980 efter fusionen af de to statsejede tv-netværk, Television One (nu TVNZ 1) og South Pacific Television (nu TVNZ 2), under en enkelt administration. Det var den eneste tv-station i New Zealand indtil november 1989, da den private kanal TV3 (nu Three) blev lanceret.
TVNZ driver playout-tjenester fra sit Auckland-studie via Kordias fiber- og mikrobølgenetværk til TVNZ 1, TVNZ 2 og TVNZ Duke med nye medievideotjenester via det amerikanskejede Brightcove, som streames på Akamai RTMP/HLS DNS-baserede caching-netværk. Dens tidligere kanaler inkluderer TVNZ Kidzone (lukket 30. april 2016), TVNZ Heartland (lukket 31. maj 2015), TVNZ U (lukket august 2013), TVNZ 7 (lukket juni 2012), TVNZ 6 (lukket 2011) og TVNZ Sport Extra (lukket 2009).
| Firma | Spire Denne artikel om et firma eller en virksomhed er en spire som bør udbygges. Du er velkommen til at hjælpe Wikipedia ved at udvide den. |